# Helgoland-Klasse (1911)

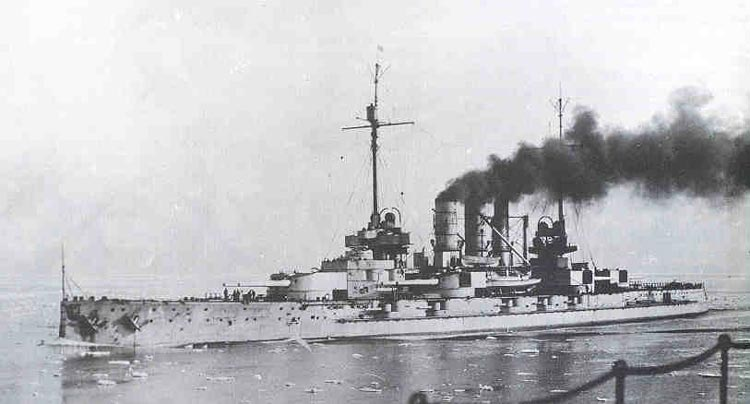
Ostfriesland unter US-Flagge

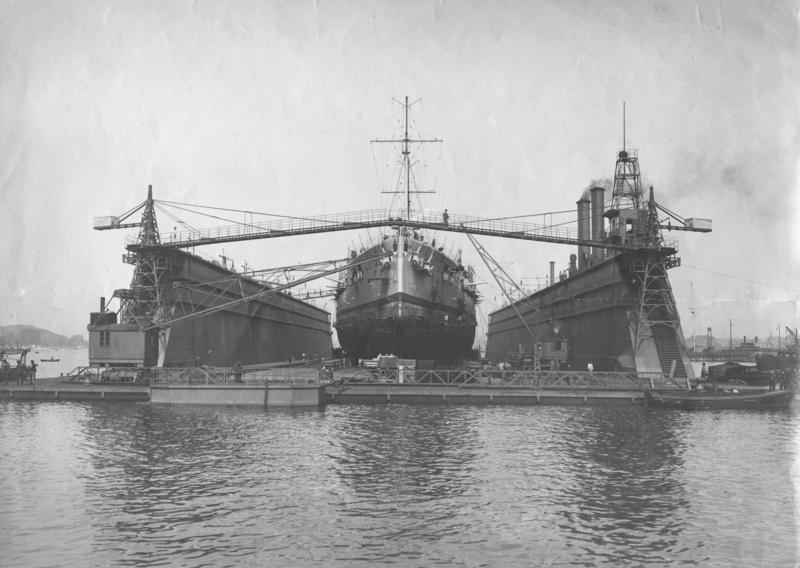
Helgoland im Schwimmdock der Reichswerft Kiel, 1911

Die Helgoland-Klasse, auch als Ostfriesland-Klasse bekannt, war eine Klasse von vier Großlinienschiffen der Kaiserlichen Marine.
Alle vier waren im Ersten Weltkrieg an verschiedenen Operationen, darunter an der Skagerrakschlacht, beteiligt. Die komplette Klasse überstand den Krieg und wurde als Reparationsleistung an die Siegermächte übergeben.
Nach der Nassau-Klasse waren die Schiffe die zweite Klasse von Großlinienschiffen der Kaiserlichen Marine. Sie wurde zeitgleich mit der britischen St.-Vincent-Klasse und dem Einzelschiff Neptune konzipiert und gebaut.

## Entwurf
Die Helgoland-Klasse wurde in den Jahren 1907 und 1908 als Ersatz für veraltete Panzerschiffe entworfen. Wie bei fast allen Neubauten der Kaiserlichen Marine zu dieser Zeit orientierte sich der Entwurf in wesentlichen Punkten an zeitgleich gebauten Schiffsklassen der Royal Navy, hatte dabei aber eine stärkere Panzerung.
Das von August Müller organisierte Bauprogramm kostete rund 182 Millionen Mark. Technische Nachfolger waren die Schiffe der Kaiser-Klasse.

### Bewaffnung
Beim Kaliber der Hauptbewaffnung zog man mit den parallel gebauten britischen Schiffen gleich, und so erhielt jedes Schiff zwölf 30,5-cm-Kanonen in sechs Doppeltürmen. Eine überfeuernde Aufstellung der Geschütztürme, wie sie wenig später Usus wurde und schon zuvor z. B. von der amerikanischen South-Carolina-Klasse vorgemacht wurde, wurde mit Blick auf eventuelle Stabilitätsprobleme für die Schlachtschiffe verworfen. Durch das Festhalten an Kolbendampfmaschinen für den Antrieb der Schiffe wäre dies auch nur recht schwer möglich gewesen.
Stattdessen trug die Helgoland-Klasse die sechs großen Geschütztürme wie schon die Vorgänger der Nassau-Klasse in einer Sechseckaufstellung, der sogenannten Hexagonalaufstellung, die außerhalb der Hochseeflotte nur in der japanischen Marine genutzt wurde. Vor und hinter den Aufbauten stand also je ein Turm, dazu kamen je zwei Türme auf der Steuer- und auf der Backbordseite. Nach vorn und achtern konnten so höchstens drei, zu den Seiten hin höchstens vier Geschütztürme verwendet werden. Beim Feuern von Breitseiten war also immer ein Drittel der großen Geschütze durch die Decksaufbauten blockiert, was bezüglich des Breitseitgewichts gegenüber einer Aufstellung sämtlicher Türme in Kiellinie, wie bei der überfeuernden Endaufstellung oder dem Cuniberti-Aufstellungsschema russischer Schlachtschiffe, nachteilig war, jedoch den Vorteil einer großen Reservefeuerkraft (Feuerkraft der Türme, die bei einem Gefecht nicht durch Treffer auf der dem Feind zugewandten Seite außer Gefecht gesetzt werden können und somit, etwa nach einer Wende, noch zur Verfügung steht) mit sich brachte.
Die Mittelartillerie bestand aus 14 15-cm-Geschützen in gepanzerten Einzelkasematten unterhalb des Hauptdecks. Durch die verhältnismäßig tiefe Aufstellung war die Mittelartillerie bei Seegang nicht immer einsetzbar.
Außerdem gab es 14 leichte Geschütze vom Kaliber 8,8 cm. Diese wurden während des Krieges durch Fla-Geschütze des gleichen Kalibers ersetzt.
Die sechs Torpedorohre hatten einen Durchmesser von 50 cm und waren unter der Wasserlinie fest in den Rumpf eingebaut, je eines in Bug und Heck sowie je zwei auf jeder Seite.
Wie zu dieser Zeit üblich, hatten die Schiffe noch einen vorgewölbten Rammbug, der aber weitaus weniger ausgeprägt war als der der älteren Linienschiffe.

### Panzerung
Der im Vergleich zu britischen Schiffen bessere Panzerschutz und die sorgfältige Unterteilung entsprachen der Philosophie der Kaiserlichen Marine, die bei allen Großkampfschiffen den konstruktiven Schwerpunkt auf Panzerschutz und strukturelle Stabilität setzte und dafür auch eine tendenziell etwas schwächere Hauptbewaffnung in Kauf nahm. Der innere Aufbau war stark untergliedert und wichtige Bereiche voneinander getrennt, um die Auswirkungen von Schäden begrenzen zu können. Die Aufstellung der seitlichen Türme gab den Munitionsräumen dabei einen zusätzlichen Schutz.

### Antrieb
Die Maschinenanlage bestand aus drei Vierzylinder-Verbunddampfmaschinen, die auf jeweils einen vierflügeligen Propeller mit 5,1 m Durchmesser wirkten.
Eine Besonderheit waren die zwei hintereinander angeordneten Steuerruder, die den Schiffen einen bemerkenswert kleinen Kurvenradius gaben.
Trotz der für die Barbetten der Hauptartillerie in seitlicher Aufstellung erforderlichen Verbreiterung des Rumpfes konnte durch eine Verlängerung und die verstärkte Maschinenanlage mit 28.000 PS eine Geschwindigkeit von über 20 kn erreicht werden. Tatsächlich zeigten die einzelnen Schiffe unterschiedliche Fahrleistung. Bei den Erprobungen wurden Geschwindigkeiten zwischen 20,8 (Helgoland) bis 21,3 kn (Oldenburg) gefahren.
Die Aufstellung der Schweren Artillerie beschränkte den Raum für die Maschinenanlage und bescherte der Klasse ihre drei charakteristischen, dicht beieinander stehenden Schornsteine.
Während des Krieges erhielten die Kessel der Schiffe eine Zusatzfeuerung mit Schweröl. Dadurch konnte kurzfristig die Geschwindigkeit um etwa 0,5 kn gesteigert werden, allerdings sank auch die Reichweite.

## Einsatz
Die Schiffe bildeten mit denen der vorhergehenden Nassau-Klasse das I. Geschwader der Hochseeflotte und nahmen an verschiedenen Einsätzen teil. Alle vier waren an der Skagerrakschlacht beteiligt. Dabei wurde die Helgoland von einem der Queen-Elizabeth-Klasse-Schlachtschiffe mit einer 38,1-cm-Granate getroffen, die geringe Schäden verursachte. Die Oldenburg erhielt einen Treffer der Mittelartillerie, der acht Tote und 14 Verletzte verursachte, aber nur geringe strukturelle Schäden hinterließ. Die Thüringen versenkte den britischen Panzerkreuzer Black Prince, blieb aber selbst unbeschädigt. Auch die Ostfriesland wurde während der Schlacht nicht getroffen, lief allerdings bei der Rückfahrt auf eine Seemine und bedurfte darum eines längeren Werftaufenthaltes in Wilhelmshaven.

## Verbleib

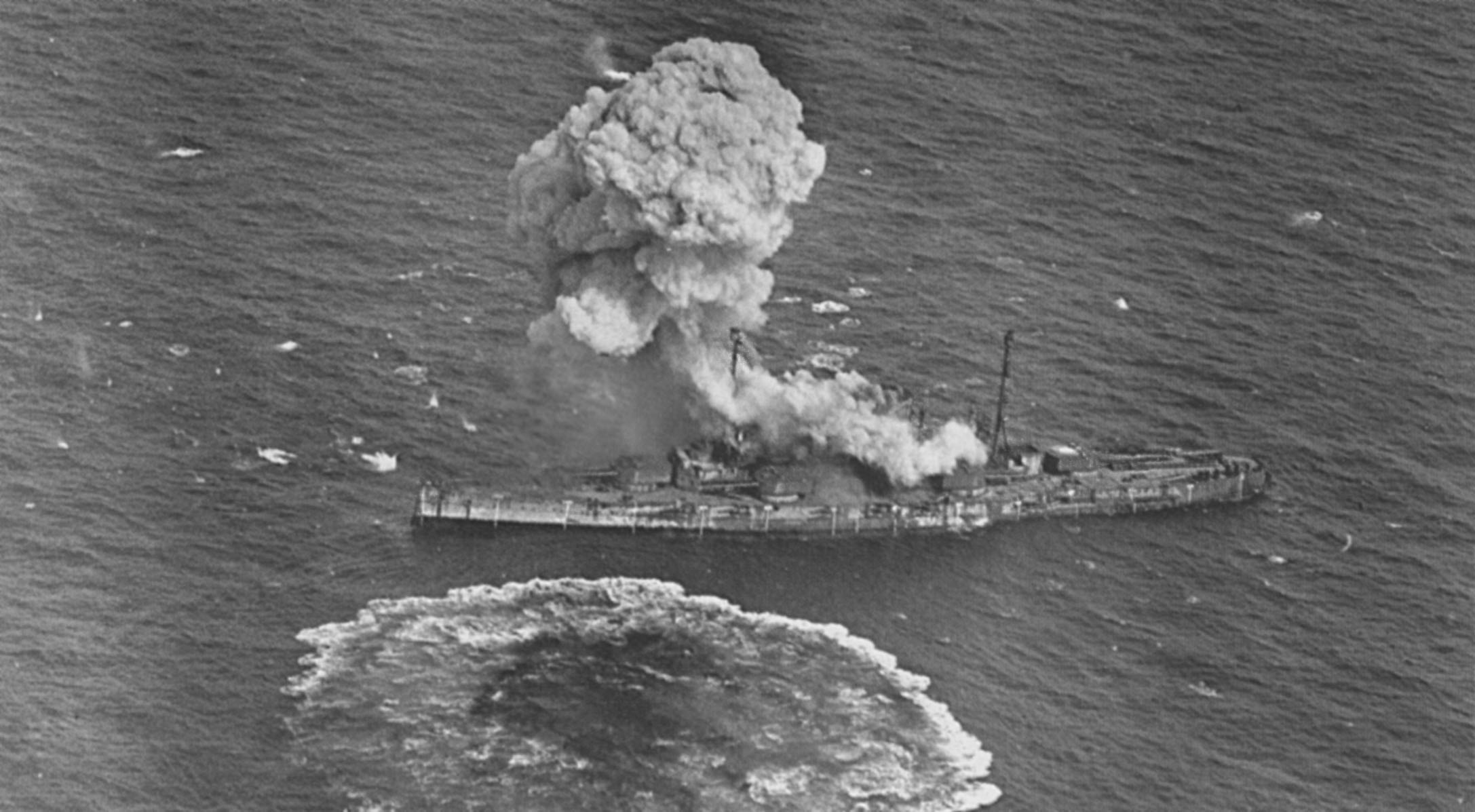
Ostfriesland als Zielschiff für Luftangriffe

- Helgoland an Großbritannien, in den 1920er Jahren abgewrackt
- Oldenburg an Japan, 1921 zum Verschrotten ins Vereinigte Königreich verkauft
- Ostfriesland an die USA, Zielschiff für Luftangriffe, 1921 gesunken
- Thüringen als Zielschiff an Frankreich, 1922 verschrottet (großer Teil des Mittelschiffs vor Lorient versenkt)